# Диплопија
Диплопија представља удвојено (двоструко) виђење. Често представља прву манифестацију појединих системских поремећаја, поготово мишићних или неуролошких обољења.

## Узрок настанка
Поремећаји у развоју бинокуларног вида настају у првим годинама живота. У зрелом животном добу, када је бинокуларни вид развијен и утврђен, сви окуломоторни поремећаји могу да доведу до непријатних двоструких слика, али не и до сензорних промена. Бројни су узроци који могу изазвати диплопију. 
Моноокуларна диплопија (код које се дупле слике јављају само на једном оку) може настати код повреде рожњаче или дужице, катаракте, кератоконуса, сублуксације очног сочива, обољења мрежњаче и др. 
Бинокуларна (права) диплопија настаје код поремећаја рада бинокуларног виђења, парализне разрокости, код оперативних захвата при исправљању рефрактерних мана, после операције катаракте, стављања вештачког сочива и сл. Такође, на диплопију се повремено жале хистеричне особе, људи са јаким мигренозним главобољама, неуролошким обољењима, миастенијом гравис и др.

## Клиничка слика
Двојно виђење може бити константно или интермитентно, може да се јави при гледању на близину или на даљину, односно при гледању на једно око (моноокуларна) или на оба ока (бинокуларна). Дупле слике су непријатне, па се организам бори против њих на два начина: неутрализацијом и абнормалном ретиналном кореспонденцијом. Неутрализација се састоји у томе што лик „скренутог“ ока не стиже до централног нервног система, а код абнормалне ретиналне кореспонденције се постиже лажна симултана перцепција.

## Дијагноза и лечење
Испитивање диплопије се најједноставније изводи пробом са свећом и црвеним стаклом пред једним оком. Затим се раде офталмолошки преглед и неуролошка испитивања да би се увидео узрок настанка диплопије, а по потреби се раде и компјутеризована томографија и нуклеарна магнетна резонанца.
Симптоматска терапија подразумева затварање једног ока газом, фластером или другим материјалом, док се не одстрани узрок. Етиолошка терапија зависи од основног обољења које је узроковало диплопију.